# Monodactylidae

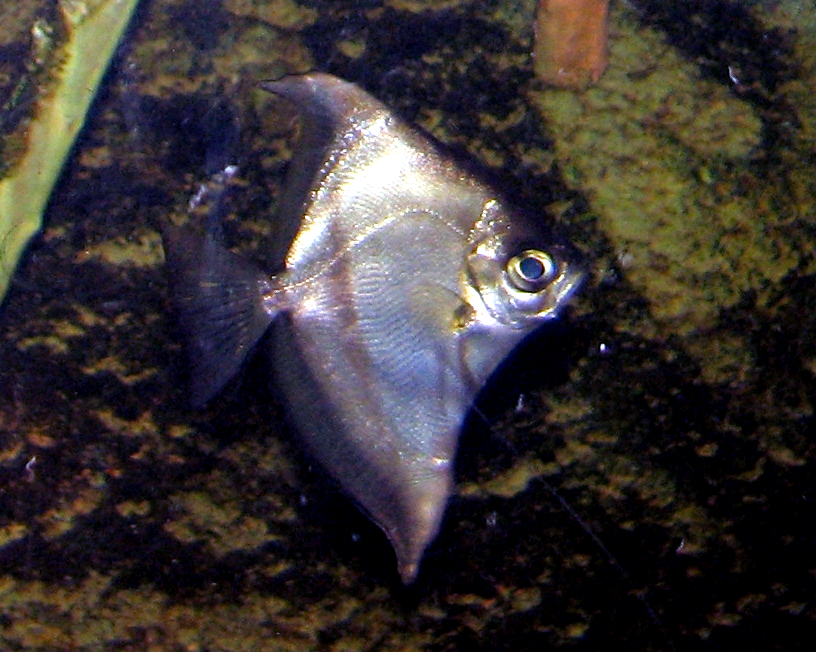
Monodactylus sebae

I Monodactylidae sono una famiglia di pesci ossei d'acqua marina e salmastra appartenenti all'ordine Perciformes.

## Distribuzione e habitat
Sono presenti nelle regioni tropicali dell'Oceano Indiano e dell'Oceano Pacifico. La specie Monodactylus sebae è invece presente nell'Oceano Atlantico orientale lungo le coste africane e delle isole Canarie. Risultano particolarmente comuni lungo le coste dell'Africa orientale.
Sono pesci strettamente costieri. Sono molto eurialini e spesso si trovano nelle lagune salmastre e negli estuari. Talvolta penetrano in acque completamente dolci.

## Descrizione
Sono pesci dal corpo alto e compresso lateralmente, di forma pressoché romboidale. La pinna dorsale e la pinna anale hanno base lunga, un lobo elevato nella parte anteriore e sono parzialmente coperte di scaglie. In queste pinne sono presenti alcuni raggi spinosi ma piccoli e scarsamente visibili. Le pinne ventrali mancano o sono molto ridotte negli adulti mentre nei giovanili sono normalmente sviluppate.
Il colore è di solito argenteo vivace con macchie e strisce scure su corpo e pinne variabili tra le specie. In alcune specie le pinne dorsale ed anale hanno colore giallastro.
Possono raggiungere i 30 cm di lunghezza.

## Biologia

### Alimentazione
Predatori. Si cibano di pesciolini e invertebrati.

### Riproduzione
Avviene negli estuari, per la fregola si riuniscono in grandi banchi.

## Tassonomia
- Genere Monodactylus
  - Monodactylus argenteus
  - Monodactylus falciformis
  - Monodactylus kottelati
  - Monodactylus sebae
- Genere Schuettea
  - Schuettea scalaripinnis
  - Schuettea woodwardi[2]

## Pesca
Di interesse scarso e solo locale.

## Acquariofilia
Sono allevati abbastanza comunemente allevati in acquari di acqua dolce o salmastra.